# Consorzio Venezia Nuova
Consorzio Venezia Nuova, noto anche attraverso l'acronimo CVN, è una società consortile italiana concessionaria della realizzazione di studi, attività sperimentali, progettazioni e opere per la salvaguardia della laguna di Venezia. L'attività del consorzio è concentrata principalmente sulla realizzazione e gestione del Modulo Sperimentale Elettromeccanico (MOSE).
Costituito nel 1982 come risultato del Bando per la assegnazione dell'incarico di ricerca e sviluppo per le soluzioni che garantissero la conservazione della città di Venezia da quattro imprese di costruzioni italiane (Condotte d'Acqua, Italstrade, Fincosit e Mazzi), il consorzio fu travolto nel 2014 da diverse inchieste e posto in amministrazione straordinaria.

## Storia
Il consorzio fu costituito nel 1982 da quattro imprese italiane: Italstrade, Condotte d'Acqua, Fincosit e Mazzi - Impresa Generale di Costruzioni. Poco tempo dopo le società ottennero la concessione messa al bando dal Magistrato alle acque veneziano e dal Ministero delle infrastrutture e dei trasporti, in attuazione della legge 798 del 29 novembre 1984, che autorizza l'attuazione di interventi straordinari per la protezione della laguna di Venezia. Successivamente nel consorzio entrarono anche: Mantelli Estero, Consorzio Costruttori Veneti, Consorzio Veneto Cooperativo, Consorzio Grandi Restauri Veneziani oltre che Italmpresit, Girola e Lodigiani (poi riunitesi in Impregilo).
Dal 1º dicembre 2014, con provvedimento della Prefettura di Roma, ai sensi dell'art. 32, comma 1 del decreto-legge 90 del 24 giugno 2014 e su suggerimento dell'Autorità nazionale anticorruzione, esso è gestito da tre amministratori straordinari: Giuseppe Fiengo, Francesco Ossola e Luigi Magistro (il cui mandato è terminato il 13 maggio 2017).
La principale attività del consorzio è stata la realizzazione del Modulo Sperimentale Elettromeccanico (MOSE): un sistema di dighe mobili per difendere il capoluogo veneto dal fenomeno dell'acqua alta le cui opere principali vengono comunemente considerate come completate, ma non collaudate, dalla fine del 2019 ed il 3 Ottobre 2020 sono state rese operative e quindi chiuse, in concorrenza con la previste maree eccezionali nel periodo Ottobre-Dicembre del 2020, preservando così la città di Venezia dall'alluvione per la prima volta nella sua storia.

## Dati societari
Il consorzio è partecipato dalle imprese:
- High Tide S.c.r.l. (29,348%)
- Consorzio Venezia Lavori - CO.VE.LA. S.c.a.r.l. (25,4401%)
- Consorzio Italvenezia (17,5547%)
- San Marco - Consorzio Costruttori Veneti (13,1661%)
- Consorzio Cooperative Costruzioni - C.C.C. Soc. coop. (5,1095%)
- Impresa di Costruzioni Ing. E. Mantovani S.p.A. (3,3212%)
- Kostruttiva S.c.p.A. (2,6332%)
- Società Italiana per Condotte d'Acqua S.p.A. (2,3723%)
- Grandi Lavori Fincosit S.p.A. (0,9600%)
- Consorzio Grandi Restauri Veneziani - GRV (0,0949%)

Detiene le seguenti partecipazioni:
- Mose S.r.l. in liquidazione (52,10%)
- Thetis S.p.A. (52,18%)
- Esercizio Raccordi Ferroviari di Porto Marghera S.p.A. (2,60%)
- VEGA - Parco Scientifico Tecnologico S.c.a.r.l. (0,29%)